# Dennis Moorkens
Dennis Moorkens is een Belgisch voormalig karateka.

## Levensloop
In 2001 behaalde hij een vierde plaats op de door de IFK georganiseerde Europese kampioenschappen in de middengewichtsklasse in het Duitse Berlijn.
Moorkens had zijn plaats in de halve finale behaald door de Duitser Oliver Brumme met twee identieke hiza geri's op de kaak te raken. In de eerste ronde van de wedstrijd tegen de Rus Maxim Dedik, de latere Europees kampioen, moest Moorkens de strijd staken na een schouderluxatie. Ook de wedstrijd om het brons tegen de Brit Kenny Jarvis kon hierdoor niet plaatsvinden.